# North Myrtle Beach
North Myrtle Beach ist eine  Stadt (city) im Horry County des US-Bundesstaates South Carolina.  Es wurde 1968 aus vier bestehenden Gemeinden nördlich von Myrtle Beach gegründet und dient als eine der wichtigsten Touristenstädte entlang des Grand Strand. Das U.S. Census Bureau hat bei der Volkszählung 2020 eine Einwohnerzahl von 18.790 ermittelt. North Myrtle Beach ist Teil der Metropolregion Myrtle Beach mit über 400.000 Einwohnern. 

## Geschichte
North Myrtle Beach wurde 1968 durch die Zusammenlegung von Cherry Grove Beach, Crescent Beach, Ocean Drive Beach und Windy Hill Beach gegründet.

## Demografie
Nach einer Schätzung von 2019 leben in North Myrtle Beach 16.819 Menschen. Die Bevölkerung teilte sich im selben Jahr auf in 93,7 % Weiße, 1,5 % Afroamerikaner, 0,6 % amerikanische Ureinwohner, 3,0 % Asiaten und 1,1 % mit zwei oder mehr Ethnizitäten. Hispanics oder Latinos aller Ethnien machten 6,8 % der Bevölkerung aus. Das mittlere Haushaltseinkommen lag bei 60.982 US-Dollar und die Armutsquote bei 9,7 %.
| Jahr | Einwohner¹ |
| ---- | ---------- |
| 1970 | 1.957      |
| 1980 | 3.960      |
| 1990 | 8.636      |
| 2000 | 10.974     |
| 2010 | 13.752     |
| 2020 | 18.790     |

¹ 1970 – 2020: Volkszählungsergebnisse

## Infrastruktur
North Myrtle Beach befindet sich an U.S. Route 17 und an mehreren Staatsstraßen. In North Myrtle Beach befindet sich ein einziges Terminal, der Grand Strand Airport, der hauptsächlich Bannerflugzeuge und Kleinflugzeuge bedient. Der Flugplatz befindet sich im Herzen der Stadt. 